# Gegants de Sant Pere de les Puel·les
Els Gegants de Sant Pere de les Puel·les són uns gegants històrics de la ciutat de Barcelona vinculats a la parròquia de Sant Pere de les Puel·les. Es tracta de Pere II el Gran i Constança de Sicília que, per la indumentària i els complements, figuren una parella reial de l'edat mitjana. Van ser adquirits al principi de la dècada dels cinquanta a la botiga El Ingenio. Per això no ofereixen un interès escultòric notable: són figures de sèrie, iguals que les de Banyoles, Falset, Olesa de Montserrat, Tàrrega o el Tibidabo. Així i tot, es consideren uns dels gegants més singulars de la ciutat perquè són dels més vells que encara passegen amb l'escultura original, i sense protocols que en regulin la sortida.
Entre els anys cinquanta i el principi dels seixanta hi ha documentades moltes sortides del Rei i la Reina (així és com es coneixien a l'època). Fins i tot participaven en la processó de Corpus de la parròquia. Tanmateix, la vida pública inicial d'aquesta parella de gegants va ser ben curta: el 1964 els van tancar a les dependències parroquials de l'església. Tot i que diversos col·lectius i veïns del barri van fer intents de treure’ls, el rector sempre s'hi va negar i mai no es va arribar a saber per què.
L'any 2002, amb el canvi de rector, i gràcies a la insistència dels veïns, foren recuperats i restaurats pel mataroní Sergio Laniado, que en va conservar la pintura original. Va ser aleshores que es va formar la Colla de Gegants de Sant Pere de les Puel·les, la més jove de la Ciutat Vella, que els batejà amb els noms que tenen avui: Pere II el Gran i Constança de Sicília. Recentment, els gegants han perdut la pintura original, que era de les poques de l'època que es mantenien a Catalunya, perquè es va decidir de restaurar-los novament i actualitzar-ne la imatge, tasca encarregada al mestre geganter Toni Mujal.